# Jean-Baptiste Édouard Milhaud
Édouard Jean-Baptiste Milhaud (n. 10 iulie 1766 - d. 8 ianuarie 1833), conte al imperiului, a fost un general francez, ce s-a remarcat la comanda cavaleriei. A fost primul general francez raliat lui Napoleon I care i-a jurat credință regelui Ludovic al XVIII-lea, după înfrângerea de la Waterloo.
1. 1 2  Edouard, Jean-Baptiste Milhaud, base Sycomore, accesat în 9 octombrie 2017
2. 1 2  Jean Baptiste Milhaud, GeneaStar
3. ↑  Edouard Jean Baptiste Milhaud de, Baza de date Léonore, accesat în 9 octombrie 2017
4. 1 2  Autoritatea BnF, accesat în 10 octombrie 2015